# ادنی (بازیکن فوتبال، زاده ۱۹۹۰)
ادنی (انگلیسی: Ednei؛ زادهٔ ۵ ژوئیهٔ ۱۹۹۰) بازیکن فوتبال اهل برزیل است.